# Шиннекоки

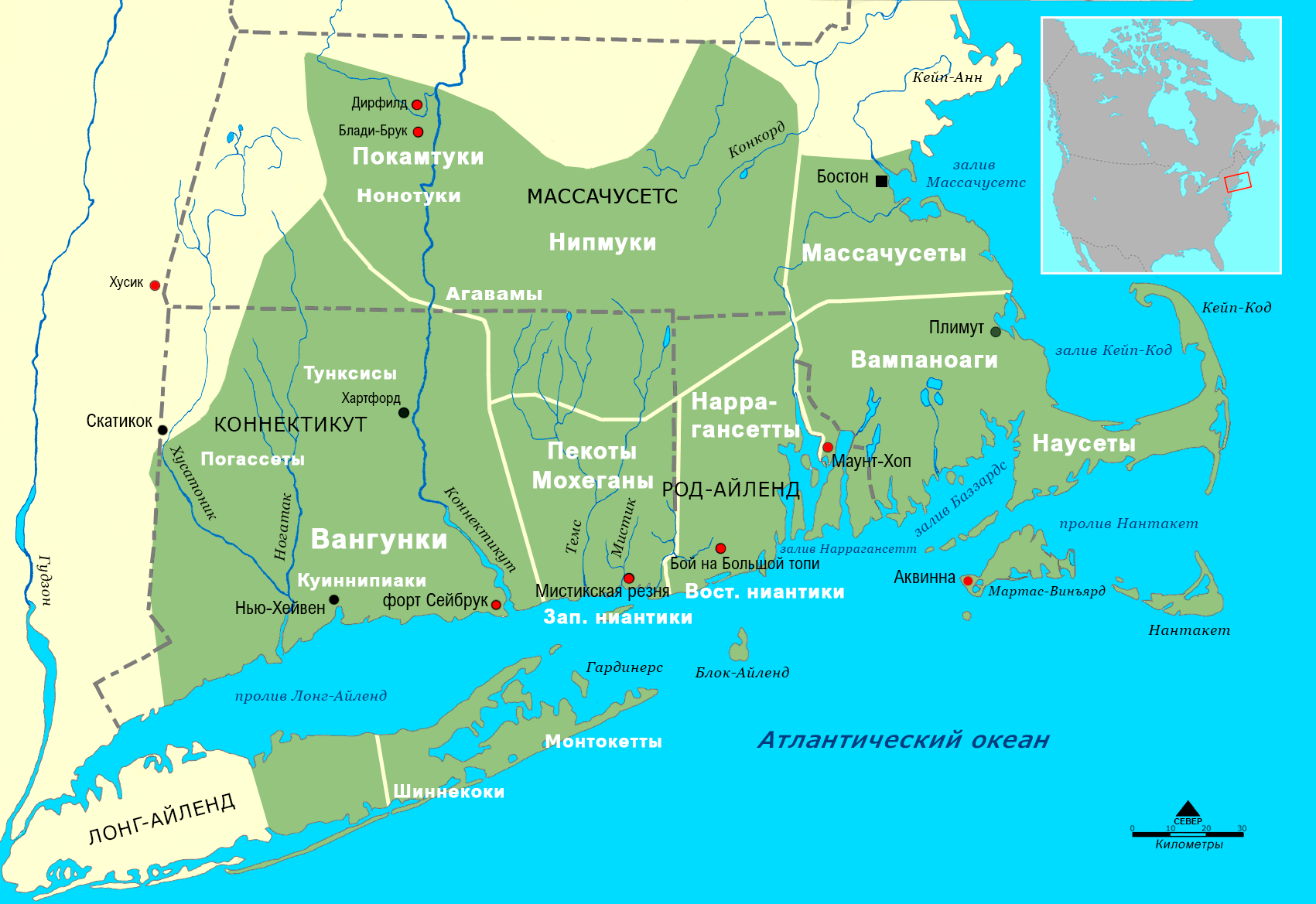
Традиционная территория шиннекоков и соседних племён

Шиннекоки (англ. Shinnecock) — алгонкиноязычное индейское племя, проживающее в восточной части острова Лонг-Айленд. В первой половине XVII века являлись частью монтокеттов, но позднее стали независимым племенем. В 2010 году шиннекоки получили федеральное признание как племя: статус, которого они добивались в течение 32 лет. 

## Культура и образ жизни
Шиннекоки занимались земледелием и дополняли растительную пищу охотой и рыбалкой. Основные источники пищи добывались в лесу, на полях и на побережье. Ключевой культурной особенностью племени было производство вампума, который европейские торговцы мехом и колонисты иногда принимали в качестве оплаты. На северном побережье Лонг-Айленда было найдено лучшее сырьё для вампума на всём северо-востоке Северной Америки. Летом шиннекоки собирали раковины моллюсков на пляжах побережья острова, а зимой их превращали в небольшие цилиндрические бусинки и нанизывали на длинные нити. Так изготавливали вампум, который использовали в качестве валюты, для ведения учёта и в эстетических целях. Цвет вампума мог быть белым или тёмным, при этом стоимость тёмного вампума обычно примерно в два раза превышала стоимость светлого. Вампум являлся важным платёжным средством в торговле коренных американцев Северной Америки, но также ценился как личное украшение.
Богатые морские источники пищи и вампума, наряду с возделыванием кукурузы, фасоли и тыквы и хорошей охотой, способствовали интенсивному землепользованию и круглогодичному обитанию в одних и тех же районах.

## История
Первые европейские мореплаватели появились у Лонг-Айленда в 1524 году. Джованни де Верраццано проплыл вдоль южного побережья острова и нанёс его на карту как часть материка. К началу XVII века шиннекоки жили в относительной изоляции на Лонг-Айленде и достигли определённого процветания благодаря производству и торговле вампумом.
В 1624 году на острове обосновались голландские колонисты. В 1636 году вспыхнула Пекотская война, в ходе которой племя пекотов было почти полностью уничтожено. Шиннекоки находились под властью более многочисленных пекотов и были их союзниками, но они практически не участвовали в войне. Многие пекоты покинули свои деревни и укрылись на Лонг-Айленде. Однако шиннекоки, опасаясь мести англичан, не испытывали особого желания защищать своих бывших угнетателей и предпочли доказать свою преданность английским колонистам, убив многих бежавших пекотов и отправив их головы в форт Сэйбрук. Примерно в 1640 году первые английские колонисты прибыли на восточную оконечность Лонг-Айленда. Всё больше и больше белых людей селились на острове. В 1641 году англичане подписали договор аренды с шиннекоками. В 1703 году это соглашение было ратифицировано, чтобы включить ещё больше земли для английских колонистов.
В 1792 году штат Нью-Йорк принял закон о реорганизации шиннекоков и официально стал попечителем племени. Закон также установил ежегодные выборы трёх племенных попечителей, которые продолжаются с 1792 года по настоящее время. На протяжении более двух столетий попечители управляли землёй и ресурсами племени.  После окончания войны за независимость США часть шиннекоков покинула Лонг-Айленд, чтобы присоединиться к индейцам Бразертона в западной части Нью-Йорка, где народ онайда выделил им часть земли в своей резервации. На Лонг-Айленде некоторые шиннекоки вступали в браки с белыми колонистами и неграми, которые работали на фермах и в качестве ремесленников. Они часто воспитывали своих детей как шиннекоков, сохраняя свою самобытность и культуру.

## Резервация
В 1859 году были официально установлены границы индейской резервации племени, площадь которой составляла около 800 акров (3,237 км²). В 2010 году шиннекоки получили официальное федеральное признание от Бюро по делам индейцев. Исполняющий обязанности первого заместителя помощника министра по делам индейцев Джордж Скибайн опубликовал окончательное определение признанного статуса племени 13 июня 2010 года.
В настоящее время общая площадь резервации составляет 3,494 км².В резервации есть музей, рыбоводный завод, образовательный центр, культурный и общественный центр, игровая площадка и пресвитерианская церковь.

## Население
Численность коренных американцев на острове Лонг-Айленд резко сократилась после появления первых европейцев, главным образом из-за уязвимости к новым инфекционным заболеваниям, переносимым белыми людьми, к которым у них не было иммунитета. В 1658 году эпидемия оспы унесла жизни около 2/3 индейцев на острове. Кроме того, общины шиннекоков пострадали в результате захвата земель голландскими, а затем английскими колонистами. По оценкам, к 1741 году в живых осталось всего 400 индейцев Лонг-Айленда.
Значительная часть шиннекоков в XVIII веке эмигрировала в округ Онайда и объединилась с другими алгонкинскими беженцами. Позднее эта группа стала известна как индейцы Бразертона. Последний чистокровный представитель племени умер в 1867 году, современные шиннекоки сильно метисированы: среди них немало людей с белым и чёрным цветом кожи. В 2010 году племя насчитывало 1331 человека.